# Hýsly
Hýsly là một làng thuộc huyện Hodonín, vùng Jihomoravský, Cộng hòa Séc.